# Neolaparus solus
Neolaparus solus är en tvåvingeart som beskrevs av Stanley Willard Bromley 1936. Neolaparus solus ingår i släktet Neolaparus och familjen rovflugor. Inga underarter finns listade i Catalogue of Life.